# (72521) 2001 DE89
(72521) 2001 DE89 – planetoida z pasa głównego asteroid okrążająca Słońce w ciągu 4,51 lat w średniej odległości 2,73 j.a. Odkryta 27 lutego 2001 roku.